# Stage Rider
Ein Stage Rider oder Technical Rider (meistens nur TecRider oder TechRider) ist ein Dokument, das die technischen Anforderungen eines Künstlers für seine Auftritte beschreibt. Meistens handelt es sich dabei um Musiker und Bands, die dadurch im Vorfeld einer Veranstaltung dem Veranstalter und den Ton- und Lichttechnikern die Planung erleichtern.

## Inhalte
Häufig enthält ein Stage Rider einen Bühnenbelegungsplan (Illustration) mit Angaben zur Positionierung des Equipments wie Instrumente, Verstärker und Monitore, erforderlicher Steckdosen, Dimensionen, eine Auflistung der benötigten Effektgeräte, eine Beschreibung der Mischpulte für Licht und Ton, einen Kanalbelegungsplan, Anzahl und Art der Scheinwerfer (mit Angaben über Farbe und Positionierung) und Angaben darüber, für welche maximale Größenordnung der Veranstaltung dieser Stage Rider gedacht ist.
Des Weiteren enthält ein Rider oft Informationen darüber, welche Bedürfnisse Künstler und Crew hinter der Bühne haben. Dazu zählen unter anderem Anforderungen an die Unterkunft der Künstler (Art, Ausstattung etc.), Informationen über Anzahl, Art und Häufigkeit der Speisen für Künstler und Crew sowie oftmals eine exakte Getränkeliste.

## Kontext
Oft ist der Stage Rider Teil oder Erweiterung des Vertrages, der zwischen Künstler und Veranstalter geschlossen wird. Fehlendes oder defektes Material kann somit einen Vertragsbruch darstellen und im schlimmsten Fall zur Absage der Veranstaltung führen (dazu zählen auch Getränke- und Essenswünsche).